# Pierre Granatenfelt
Pierre Bo Granatenfelt, tidigare Margalli, född 5 juli 1597 i Uzes, Narbonne, död 12 mars 1667 i Stockholm, var en svensk militär.

## Biografi
Pierre Granatenfelt föddes 1597 i Uzes i Narbonne. Han var son till officeren Hieronymus Boetius de Margalis. Granatenfelt flyttade i december 1620 till Sverige och blev fänrik vid greve Filips av Mansfeld svenska livgarde av tyska knektar till fot. Han blev i september 1621 löjtnant och han blev samma år kapten vid ett annat värvat regemente. År 1622 blev han kapten vid Södermanlands regemente och 1633 vid ett regemente dragoner. Granatenfelt blev 1635 major vid Alexander Gordons dragonregemente. Han var 3 april 1644 kommendant på Johannisborg och i Norrköping. Granatenfelt blev 27 juni 1644 major vid Bergsregementet och 22 oktober 1645 överstelöjtnant vid Hälsinge regemente. Han adlades 23 april 1650 till Granatenfelt och introducerades samma år i Sveriges Riddarhus som nummer 483. Granatenfelt slutade i oktober 1655 vid regementet och fick 27 februari 1657 ta överkommando över roteringen i Närke och Värmlands provinser (med flera). Han utnämndes 12 oktober 1658 till överste i bergsregementet, men avsade sig uppdraget på grund av sjukdom. Granatenfelt avled 1667 i Stockholm och begravdes bredvid sin fru i Romfartuna kyrka.
Granatenfelt ägde gårdarna Ansta i Romfartuna socken och Finsta i Årdala socken.

### Familj
Granatenfelt var gift med Catharina de Flon (död 1666). Hon var dotter till Jean de Flon och Maria de Besche. De fick tillsammans barnen kaptenen Johan Margalli vid Trondhemska regementet, Margareta Granatenfelt som var gift med kommerseredet Daniel Leijonancker och Maria Granatenfelt (1632–1707) som var gift med kaptenen Johan Jernefelt.